# 利斯堡 (伊利諾伊州)
利斯堡（英語：Leesburg）是位於美國伊利諾伊州富爾頓縣的一個行政鎮區。

## 地方資料
根據2010年美國人口普查的數據，利斯堡的面積為5.00平方千米，當中陸地面積為5.00平方千米，而水域面積為5.00平方千米。當地共有人口500人，而人口密度為每平方千米100人。